# Голлівудська їдальня
«Голлівудська їдальня» (англ. Hollywood Canteen) — американський комедійний мюзикл режисера Делмера Дейвса 1944 року.

## Сюжет
Капрал Слім Грін, закоханий в актрису Джоан Леслі, під час відпустки після поранення потрапляє до смарагдової казки під назвою «Голлівудська їдальня» — місця, де недосяжні Зірки Голлівуду спускаються з Небес на Землю і спілкуються із простими американськими солдатами.
Там він зустрічається зі своїм кумиром і здійснює заповітну мрію — поцілувати Джоан. На другий день йому щастить ще більше — він стає мільйонним відвідувачем «Їдальні», а приз — вечір з будь-якою голлівудською актрисою. Він, звичайно ж, вибирає Джоан. При цьому міс Леслі виявляється ніякою не недоступною Зіркою, а звичайною дівчиною, яка прониклася симпатією до хлопця.
Їх романтичні відносини супроводжуються музичними виступами в «Їдальні» Зірок екрану тієї епохи.
Президент «Голлівудської їдальні» — Бетті Девіс — кілька разів з'являється на екрані в ролі самої себе і звертається з вітальними словами до присутніх гостей.

## У ролях
| - The Andrews Sisters — музична група - Джек Бенні — камео - Джо Е. Браун — камео - Едді Кантор — камео - Кітті Карлайл — камео - Джек Карсон — камео - Дейн Кларк — сержант Новленд - Джоан Кроуфорд — камео - Гельмут Дантін — камео - Бетт Девіс — камео - Фей Емерсон — камео - Віктор Франсен — камео - Джон Гарфілд — камео - Сідні Грінстріт — камео - Алан Гейл — камео - Пол Генрейд — камео - Роберт Гаттон — капрал Слім Грін - Андреа Кінг — камео - Джоан Леслі — Джоан - Петер Лорре — камео | - Айда Лупіно — камео - Ірен Меннінг — камео - Нора Мартін — ведуча - Джоан МакКрекен — танцюристка - Долорес Моран — камео - Денніс Морган — камео - Дженіс Пейдж — керівництво студії - Елінор Паркер — камео - Вільям Прінц — камео - Джойс Рейнольдс — камео - Джон Ріджлі — камео - Рой Роджерс — камео - С. Ц. Сакалл — камео - Захарі Скотт — камео - Алексіс Сміт — камео - Барбара Стенвік — камео - Крейг Стівенс — камео - Джозеф Сігеті — виконавець - Дональд Вудс — камео - Джейн Ваймен — камео |

## Музичні номери
1. «Hollywood Canteen» — у виконанні групи The Andrews Sisters
2. «What Are You Doin' the Rest of Your Life» — у виконанні Джека Карсона і Джейн Ваймен
3. «The General Jumped at Dawn» — у виконанні Golden Gate Quartet
4. «We're Having a Baby» — у виконанні Едді Кантор і Нори Мартін
5. «Tumblin' Tumbleweeds» — у виконанні Sons of the Pioneers
6. «Don't Fence Me In» — у виконанні Рой Роджерс
7. «Gettin' Corns For My Country» — у виконанні The Andrews Sisters
8. «Don't Fence Me In» — у виконанні The Andrews Sisters
9. «You Can Always Tell a Yank» — у виконанні Денніса Моргана і хора
10. «Sweet Dreams, Sweetheart» — у виконанні Джоан Леслі
11. «Ballet in Jive» — танець у виконанні Джоан МакКрекен
12. «The Bee» — у виконанні Крейг Стівенс
13. «The Souvenir» — у виконанні Крейг Стівенс
14. «Voodoo Moon» — у виконанні Кармен Кавалларо
15. «Dance» — танець у виконанні Розаріо і Антоніо
16. «Sweet Dreams, Sweetheart» — у виконанні Кітті Карлайл